# Ropalomera occulta
Ropalomera occulta är en tvåvingeart som beskrevs av Prado 1966. Ropalomera occulta ingår i släktet Ropalomera och familjen Ropalomeridae. Inga underarter finns listade i Catalogue of Life.